# Михеевка (Новосибирская область)
Михеевка — бывшая деревня в Северном районе Новосибирской области России. Входила в состав Новотроицкого сельсовета. Исключена из реестра населённых пунктов в 2019 году.

## География
Площадь деревни составляла 26 гектаров. В деревне по данным на 2007 год отсутствовала социальная инфраструктура.

## История
Основана в 1908 г. В 1928 г. поселок Михеевский состоял из 30 хозяйств, основное население — белоруссы. В составе Ново-Троицкого сельсовета Ново-Троицкого района Барабинского округа Сибирского края.

## Население
| 2002 | 2007 | 2010 |
| ---- | ---- | ---- |
| 0    | →0   | →0   |